# 華盛頓鎮區 (印第安納州帕特南縣)
華盛頓鎮區（英語：Washington Township）是位於美國印第安納州普特南縣的一個行政鎮區。

## 地方資料
根據2010年美國人口普查的數據，華盛頓鎮區的面積為138.00平方千米，當中陸地面積為137.20平方千米，而水域面積為0.80平方千米。當地共有人口2493人，而人口密度為每平方千米18.07人。